# Accohannock
Accohannock (Acohanock, Aquohanock, Occahanock, i sl.), pleme američkih Indijanaca porodice Algonquian s poluotoka Delmarva, u današnjem Marylandu i Virginiji. Accohannock su bili članovi konfederacije Powhatan i prvi susjedi Accomacka. Bijahu naseljeni uz obalu Chesapeake Baya po selima uz rijeke Annemessex u Marylandu, Accohannock Creek u Virginiji i na otočićima u Chesapeake Bayu. Accohannocki bijahu dobri lovci ribari i ratari, orijentirani prema obali i vodenim tokovima iz kojih su crpli hranu. Uzgajali su kukuruz i lovili vodene ptice, jelene, zečeve, rakune, medvjede i drugu divljač. Početkom 16. stoljeća dolazak bijelaca na obalu Virginije označava propast kulture i slobodnog života Accohannocka kao i drugih powhatanskih plemena. 
Godine 1659., pleme Accohannock iz Marylanda mijenja svoje ime u Annemessex, prema rijeci na kojoj su živjeli. Nešto ovih Indijanaca ostalo je u starome kraju sve do dana-današnjeg, sada pod imenom Accohannock Indian Tribe.  –Prvog vikenda u svibnju pleme Accohannock održava plesne svečanosti Powwow. Plemensko vijeće sastaje se jednom mjesečno i raspravlja o plemenskim poslovima. Federalno nisu priznati.  

## Vanjske poveznice
- The Accohannock Indian Tribe
- Accohannock Tribe Living Village